# Adiastematická notace
Adiastematická notace (z řeckého výrazu διάστημα [diástēma] - prostor, v hudbě pak „interval“ + předpona a- označující absenci, zápor = tedy bezintervalová notace - viz diastematická notace) je jeden z nejstarších způsobů grafického záznamu hudební myšlenky. 
Sloužila k zaznamenávání melodie nikoli s cílem přesného rytmického či intonačního zachycení, nýbrž ve snaze o zachycení rytmu a dynamiky přirozeného toku řeči podle starořeckého rétorického vzoru. Předpokladem zpěvu z takovéhoto záznamu byla znalost melodií zpaměti. 

## Vznik
Pravděpodobně nejstarší zachovanou ukázkou neumové notace je rukopis „Psalle modulamina“, z něhož se však dochoval jen zlomek. Vznikl v Řezně v letech 817–848. 
Adiastematická notace se objevuje v rukopisech s bezlinkovou neumovou notací na konci 9. až počátku 10. století a je první notací obsahující neumy - znaky reflektující přízvučnost textu. Grafický zápis chorálu byl nejprve zaznamenán pouze v textových rukopisech a melodie byly předávány pouze ústně. Hudební vědci předpokládají, že se tohoto typu užívalo do období kolem roku 1050, tedy doby smrti Guida z Arezza, který jako první zavedl v hudbě linkovou notaci.

## Druhy
Adistematická notace dělí do tří skupin, a to podle místa:
- paleofranská (západ Franské říše), zřejmě nejstarší notace, z níž se vyvinuly ostatní
- laonská notace (neboli metská, či také lotrinská), vznikla ve městech Mety a Laon, (jediný nalezený kodex adiastematické notace)
- svatohavelská notace (z opatství svatého Havla (St. Gallen), Švýcarsko), kodexy z okolí kláštera.